# أنتوني مايسترانزي
أنتوني مايسترانزي (بالإيطالية: Anthony Maestranzi)‏ مواليد 1 يوليو 1984 في شيكاغو، هو لاعب كرة سلة إيطالي بدأ مسيرته الاحترافية في سنة 2006.

## فرق لعب لها
- فيرتوس روما

## روابط خارجية
- أنتوني مايسترانزي على موقع الاتحاد الدولي لكرة السلة (الإنجليزية)
- أنتوني مايسترانزي على موقع كرة السلة الأوروبية.كوم (الإنجليزية)
- أنتوني مايسترانزي على موقع كلية كرة السلة في سبورتس رفرنس.كوم (الإنجليزية)
- أنتوني مايسترانزي على موقع ريلجم (الإنجليزية)
- أنتوني مايسترانزي على موقع بروبوليرز (الإنجليزية)
- أنتوني مايسترانزي على موقع سبورتس رفرنس (الإنجليزية)